# Slow Dancing with the Moon
Slow Dancing with the Moon är ett musikalbum av Dolly Parton, utgivet i februari 1993 med flera gästartister som Mary Chapin Carpenter, Kathy Mattea, Tanya Tucker, Maura O'Connell, Billy Dean, Pam Tillis, Marty Stuart och Billy Ray Cyrus. 
Albumet släpptes i en tid då countryradiostationer började spela allt mindre musik av "äldre" artister (oftast äldre än 35) på sina spellistor, och albumets två singlar, "Romeo" och "More Where That Came From" presterade sämre på countrysingellistorna; men albumet fick bra kritik och nådde plats nummer 4 på USA:s countryalbumlistor, och plats nummer 16 på popalbumlistorna. De flesta låtarna är ursprungligen Dolly Partons, men albumet innehåller också en cover på "Put a Little Love in Your Heart" av Jackie DeShannon.

## Låtförteckning
1. "Full Circle" (Parton, Mac Davis) 3:56
2. "Romeo" 3:34
  - featuring Mary Chapin Carpenter, Pam Tillis, Billy Ray Cyrus, Kathy Mattea, and Tanya Tucker
3. "(You Got Me Over) A Heartache Tonight" (duet with Billy Dean) (Parton, Larry Weiss) 3:04
4. "What Will Baby Be" 3:24
5. "More Where That Came From" 3:14
6. "Put a Little Love in Your Heart" (Jackie DeShannon, Jimmy Holliday, Randy Myers) 2:27
7. "Why Can't We?" (Chuck Cannon, Austin Cunningham, Allen Shamblin) 3:48
8. "I'll Make Your Bed" 3:17
9. "Whenever Forever Comes" 3:26
10. "Cross My Heart" (Rachel Dennison, Frank Dycus, Randy Parton) 3:31
11. "Slow Dancing with the Moon" (Davis) 3:28
12. "High and Mighty" 3:09